# اسافيوردور
اسافيوردور هي مدينة، تتبع إقليم المضايق، بلغ عدد سكانها 3٬968 نسمة، في 2008، تبلغ مساحتها 23٫42 كيلومتر مربع، رمزها البريدي هو 400.

## المناخ
يظهر الجدول التالي التغييرات المناخية على مدار السنة لاسافيوردور:
| البيانات المناخية لـاسافيوردور                     | البيانات المناخية لـاسافيوردور | البيانات المناخية لـاسافيوردور | البيانات المناخية لـاسافيوردور | البيانات المناخية لـاسافيوردور | البيانات المناخية لـاسافيوردور | البيانات المناخية لـاسافيوردور | البيانات المناخية لـاسافيوردور | البيانات المناخية لـاسافيوردور | البيانات المناخية لـاسافيوردور | البيانات المناخية لـاسافيوردور | البيانات المناخية لـاسافيوردور | البيانات المناخية لـاسافيوردور | البيانات المناخية لـاسافيوردور |
| الشهر                                              | يناير                          | فبراير                         | مارس                           | أبريل                          | مايو                           | يونيو                          | يوليو                          | أغسطس                          | سبتمبر                         | أكتوبر                         | نوفمبر                         | ديسمبر                         | المعدل السنوي                  |
| -------------------------------------------------- | ------------------------------ | ------------------------------ | ------------------------------ | ------------------------------ | ------------------------------ | ------------------------------ | ------------------------------ | ------------------------------ | ------------------------------ | ------------------------------ | ------------------------------ | ------------------------------ | ------------------------------ |
| الدرجة القصوى °م (°ف)                              | 11.5 (52.7)                    | 11.5 (52.7)                    | 10.7 (51.3)                    | 14.2 (57.6)                    | 22.6 (72.7)                    | 19.3 (66.7)                    | 24.8 (76.6)                    | 21.8 (71.2)                    | 17.7 (63.9)                    | 15.9 (60.6)                    | 12.8 (55.0)                    | 11.9 (53.4)                    | 24.8 (76.6)                    |
| متوسط درجة الحرارة الكبرى °م (°ف)                  | 1.2 (34.2)                     | 1.8 (35.2)                     | 1.1 (34.0)                     | 3.8 (38.8)                     | 7.5 (45.5)                     | 10.7 (51.3)                    | 12.5 (54.5)                    | 12.0 (53.6)                    | 8.6 (47.5)                     | 5.4 (41.7)                     | 2.9 (37.2)                     | 1.5 (34.7)                     | 5.8 (42.4)                     |
| المتوسط اليومي °م (°ف)                             | −1.5 (29.3)                    | −1.0 (30.2)                    | −1.6 (29.1)                    | 1.1 (34.0)                     | 4.8 (40.6)                     | 8.1 (46.6)                     | 9.9 (49.8)                     | 9.2 (48.6)                     | 5.9 (42.6)                     | 3.1 (37.6)                     | 0.3 (32.5)                     | −1.2 (29.8)                    | 3.1 (37.6)                     |
| متوسط درجة الحرارة الصغرى °م (°ف)                  | −5.0 (23.0)                    | −4.4 (24.1)                    | −5.0 (23.0)                    | −2.1 (28.2)                    | 1.7 (35.1)                     | 5.1 (41.2)                     | 6.8 (44.2)                     | 6.2 (43.2)                     | 3.1 (37.6)                     | 0.5 (32.9)                     | −2.8 (27.0)                    | −4.6 (23.7)                    | 0.0 (31.9)                     |
| أدنى درجة حرارة °م (°ف)                            | −20.8 (−5.4)                   | −22.6 (−8.7)                   | −23.2 (−9.8)                   | −21.2 (−6.2)                   | −13.2 (8.2)                    | −2.4 (27.7)                    | −0.6 (30.9)                    | −3.2 (26.2)                    | −8.3 (17.1)                    | −12.8 (9.0)                    | −18.6 (−1.5)                   | −21.0 (−5.8)                   | −23.2 (−9.8)                   |
| الهطول مم (إنش)                                    | 112.5 (4.43)                   | 93.0 (3.66)                    | 92.6 (3.65)                    | 72.8 (2.87)                    | 29.3 (1.15)                    | 37.2 (1.46)                    | 35.1 (1.38)                    | 48.2 (1.90)                    | 77.7 (3.06)                    | 114.3 (4.50)                   | 119.9 (4.72)                   | 99.2 (3.91)                    | 931.8 (36.69)                  |
| المصدر: Icelandic Met Office ‏ (extremes 1961–1997) |                                |                                |                                |                                |                                |                                |                                |                                |                                |                                |                                |                                |                                |

## مدن توأم
المدن التوأم:
- يوينسو
- Nanortalik [الإنجليزية]‏
- Runavík [الإنجليزية]‏
- تونسبيرغ
- كآوفيرينغ
- Runavík Municipality [الإنجليزية]‏.

## أعلام
- أولافور راغنار غريمسون
- غودموندور هيرمانسون